# Vodnic
Vodnic (chorw. Vodnik) – wieś w Rumunii, w okręgu Caraș-Severin, w gminie Lupac. W 2011 roku liczyła 434 mieszkańców. 